# Kyle T. Heffner
Kyle Troy Heffner (Chicago, 21 maggio 1957) è un attore statunitense.

## Biografia
Nato a Chicago il 21 maggio 1957, Heffner è ricordato principalmente per i suoi ruoli in L'ospedale più pazzo del mondo (1982), Flashdance (1983), A 30 secondi dalla fine (1985) e Harry, ti presento Sally... (1989).

## Filmografia parziale

### Cinema
- L'ospedale più pazzo del mondo (Young Doctors in Love), regia di Garry Marshall (1982)
- Flashdance, regia di Adrian Lyne (1983)
- La signora in rosso (The Woman in Red), regia di Gene Wilder (1984)
- Allarme rosso (Warning Sign), regia di Hal Barwood (1985)
- A 30 secondi dalla fine (Runaway Train), regia di Andrej Končalovskij (1985)
- Harry, ti presento Sally... (When Harry Met Sally...), regia di Rob Reiner (1989)
- Collisione zero (Crash Point Zero), regia di Jim Wynorski (2001)
- High Crimes - Crimini di stato (High Crimes), regia di Carl Franklin (2002)
- The Burning Dead, regia di Rene Perez (2015)

### Televisione
- I Jefferson (The Jeffersons) – serie TV, un episodio (1984)
- Top Secret (Scarecrow and Mrs. Pritchard) – serie TV, un episodio (1986)

## Doppiatori italiani
Nelle versioni in italiano delle opere in cui ha recitato, Kyle T. Heffner è stato doppiato da:
- Tonino Accolla in Flashdance
- Sergio Di Giulio in A 30 secondi dalla fine
- Giorgio Lopez in Harry, ti presento Sally...
- Marco Mete in Top Secret
- Mario Scarabelli in iCarly
- Stefano Alessandroni in Perry Mason